# Пузыреглаз

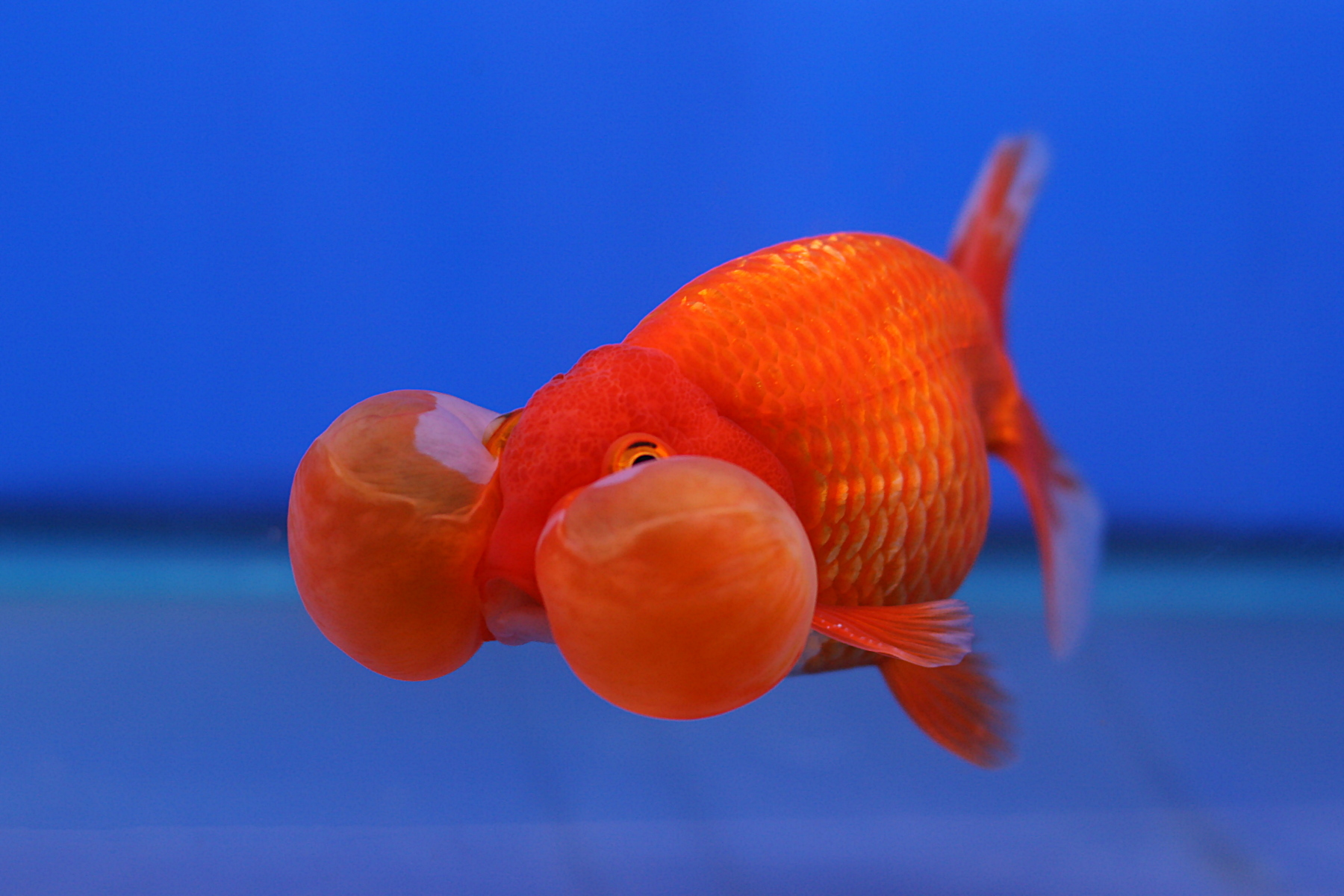
Пузыреглаз «Водяные глазки»

Пузыреглаз «водяные глазки» — одна из искусственно культивированных декоративных пород аквариумной «золотой рыбки» (лат. Carassius gibelio forma auratus (Bloch, 1782)), представителя семейства карповых. 

## История происхождения
Выведена в Китае.

## Описание
Формой тела и плавниками напоминает породу золотых рыбок «звездочёт», но отличается от неё гипертрофией глазных пузырей — зрачки глаз смотрят вперёд, а не вверх. Длина — около 18 см. Тело округло-яйцевидное с низкой спиной. Профиль головы плавно переходит в профиль спины. Спинной плавник отсутствует. Анальный и хвостовой плавники раздвоенные. Хвост не свисает вниз. Имеют большие глаза и приглазные пузыри, наполненные жидкостью и висящие по обе стороны головы.

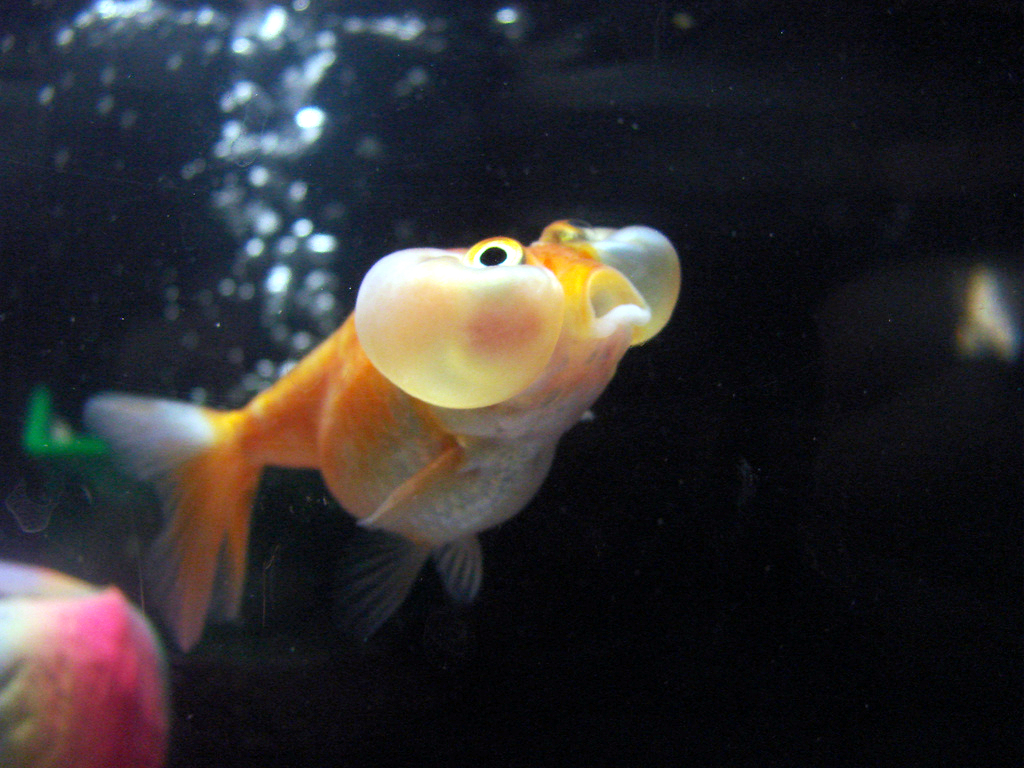
«Водяные глазки» (молодая рыбка)

### Окрас
Рыбка может иметь цвет от белого до золотистого, с пятнами или без (что зависит от мутаций и селекции).

### Поведение
Движение медленное.

## Условия содержания и размножения
При содержании в аквариуме необходимо отсутствие острых краёв, чтобы рыба не повредила пузыри.
Рыбок содержат при:
- Жёсткость воды (gH) до 20°;
- Кислотность воды (pH) 6,5-8,0;
- Температура (t) 12-28 °C.

### Кормление
К кормам неприхотливы и всеядны: едят как живую, так и растительную пищу, а также сухие корма.

### Размножение
Половозрелость и возможность их размножения наступает через год после вылупления мальков из икринок. Подготовка к нересту аналогична описанной для других карповидных: нерестовик обустраивается в центре 100—150 литрового аквариума с нерестовой решеткой, одним или двумя распылителями и пучком мелколиственных растений в центре. На одну самку 2-х самцов. Плодовитость от 2 до 10 тыс. икринок. Личинка выходит через 2 суток. На 5-й день мальки начинают плавать. Кормление мальков — коловраткой.
Для разведения:
- Показатели жёсткости воды (gH) 8-15°;
- Кислотность воды (pH) 7,0-8,0;
- Температура (t) 22-28 °C.

### Особенности
Рыбка имеет очень нежные пузыревидные глазные мешки, что требует очень большой осторожности и внимания при оформлении аквариума: категорически недопустимо размещение в аквариуме острых камней и коряг, а также каких-либо агрессивных животных.